# 1182

## Починали
- Мария Комнина Порфирогенита, византийска принцеса